# Język mbole
Język mbole albo lombole – język z rodziny bantu, używany w Demokratycznej Republice Konga. W 1971 roku liczba mówiących wynosiła ok. 100 tysięcy.